# کفر کنا
کفر کنا (عربی: کفر کنا، عبری: כַּפְר כַּנָּא) یک شهر عرب‌نشین در جلیل، بخشی از استان شمال اسرائیل است. این شهر مرتبط با روستای قانا در عهد جدید است که در آنجا عیسی به عنوان معجزه آب را به شراب تبدیل کرد. در سال ۲۰۱۹ جمعیت این شهر ۲۲٬۷۵۱ تن بود.
بیشینه جمعیت این شهر عرب و از پیروان دو دین اسلام و مسیحیت هستند. طبق انجیل یوحنا این شهر زادگاه برتولمای حواری است. ناصرخسرو در جریان سفرهایش از این شهر بازدید کرده‌است.